# Eois muscosa
Eois muscosa là một loài bướm đêm trong họ Geometridae.